# Onyx (Califórnia)
Onyx é uma Região censo-designada localizada no estado americano da Califórnia, no Condado de Kern.

## Demografia
Segundo o censo americano de 1980, a sua população era de 476 habitantes.

## Geografia
De acordo com o United States Census Bureau tem uma área de 30,0 km², dos quais 30,0 km² cobertos por terra e 0,0 km² cobertos por água. Onyx localiza-se a aproximadamente 852 m acima do nível do mar.

## Localidades na vizinhança
O diagrama seguinte representa as localidades num raio de 24 km ao redor de Onyx.